# Real Sexy!/BAD BOYS
「Real Sexy!/BAD BOYS」（リアル・セクシー／バッド・ボーイズ）は、Sexy Zone初の両A面シングル。4作目のシングルとして、2013年5月1日発売。発売元はポニーキャニオン。

## 概要
自身初の両A面シングルだが、「BAD BOYS」のPVは製作されていない。
初回限定盤3種、通常盤、会場限定盤、Sexy Zone Shop盤の計6形態で発売。通常盤には初回プレス仕様が存在する。

## チャート成績
2013年5月13日付のオリコン週間シングルランキングによると、初週13.9万枚を売上げて1位を獲得した。

## 収録曲

### CD

#### 通常盤・初回限定盤A/C・会場限定盤・Sexy Zone Shop盤
※は通常盤、※※は通常盤・会場限定盤のみ収録。
1. Real Sexy!
作詞：松井五郎／作曲：馬飼野康二／編曲：立山秋航
  - フジテレビ系『超潜入!リアルスコープハイパー』テーマソング[2]
2. BAD BOYS - 中島健人・菊池風磨・佐藤勝利
作詞：ENA☆／作曲：DAICHI, Kinboom／編曲：生田真心
  - 中島健人主演 日本テレビドラマ『BAD BOYS J』主題歌[2]
3. High!! High!! People 〜movie remix〜※※
作詞：作田雅弥／作曲：Takuya Harada／編曲：鈴木Daichi秀行
  - 2ndシングル「Lady ダイヤモンド」カップリングのムービーリミックス
  - マリウス葉出演 映画『コドモ警察』主題歌[3]
4. Justいましかない
作詞：松井五郎／作曲：馬飼野康二／編曲：ha-j
5. Real Sexy! -Inst.-※
6. BAD BOYS -Inst.-※
7. High!! High!! People 〜movie remix〜 -Inst.-※
8. Justいましかない -Inst.-※

#### 初回限定盤B
1. BAD BOYS - 中島健人・菊池風磨・佐藤勝利
2. Real Sexy!
3. Justいましかない

### DVD

#### 初回限定盤A
1. Real Sexy! (Music Clip)

#### 初回限定盤B
1. Special Movie in New York

#### 初回限定盤C
1. Real Sexy! (Making)

## 封入特典

### 初回限定盤A/B
- 特製12Pフォトブックレット

### 通常盤
※初回プレス仕様のみ
- ピクチャーレーベル
- オリジナルトレーディングカード (5種のうち1種封入)

### 会場限定盤
- オリジナルステッカーカード

### Sexy Zone Shop盤
- オリジナルトレーディングカード (5種のうち1種封入)
- オフィシャル・トレーディングカードホルダー